# Социалистическа народна партия на Черна гора
Социалистическата народна партия на Черна гора (на сръбски: Социјалистичка народна партија Црне Горе) е центристка социалдемократическа политическа партия в Черна гора.
Основана е през 1998 година, когато от Демократическата партия на социалистите в Черна гора се отделя просръбското крило на Момир Булатович. През следващите няколко години, опитвайки се да балансира между просръбските позиции и независимостта на Черна гора, партията губи положението си на водеща опозиционна сила.
На парламентарните избори през 2012 година Социалистическата народна партия, водена от Сърджан Милич, остава трета с 9 от 81 места в Скупщината.